# هانس-اولریش رودل
هانس-اولریش رودل (به آلمانی: Hans-Ulrich Rudel) (۲ ژوئیه ۱۹۱۶–۱۸ دسامبر ۱۹۸۲) نظامی و خلبان آلمانی در دوره رایش سوم بود که در جریان جنگ جهانی دوم در لوفت‌وافه خدمت کرد. او به جهت موفقیت‌های فراوان در پروازهای پشتیبانی نزدیک هوایی جزو یکی از تنها ۲۷ تنی که نشان صلیب شوالیه صلیب آهنین با برگ‌های بلوط، شمشیرها و الماس‌ها را دریافت کردند بود.

## زندگی‌نامه
هانس-اولریش رودل روز ۲ ژوئیه سال ۱۹۱۶ در کونرادس‌والدائو زاده شد. پدرش روحانی مذهبی بود. در مدرسه عملکرد ضعیفی داشت و بیشتر به ورزش علاقه‌مند بود. سال ۱۹۳۶ به عنوان افسر دانشجو وارد لوفت‌وافه شد. پس از تکمیل دوره آموزش پرواز درجه ستوان دومی را دریافت کرد. با آغاز جنگ جهانی دوم، در جریان کارزار لهستان در قالب گروه ۲ شناسایی دوربرد پروازهای شناسایی به انجام رساند و نشان درجه ۲ صلیب آهنین به او اعطا شد. ماه مه سال ۱۹۴۰ درخواست انتقال به بمب‌افکن شیرجه‌ای داد. در حال گذراندن دوره آموزش هواگرد یونکرس یو ۸۷ب، در کارزار در فرانسه و کشورهای سفلی حضور نداشت. هنگامی که ماه سپامبر در نهایت به عنوان خلبان جناح ۲ بمب‌افکن شیرجه‌ای به فرانسه فرستاده شد لوفت‌وافه دیگر از بمب‌افکن‌های شیرجه‌ای خود برای حمله به بریتانیا استفاده نمی‌کرد.
هنگامی که گروه جناح ۲ بمب‌افکن شیرجه‌ای سال ۱۹۴۱ در بالکان و مدیترانه مستقر شد رودل در گروه ذخیره و آموزش آن در اتریش قرار گرفت. ماه آوریل در یونان مجدداً به این جناح ملحق گردید. نخستین مأموریت رزمی خود در پرواز با یک اشتوکا را در قالب اسکادران ۱ جناح ۲ بمب‌افکن شیرجه‌ای ماه مه سال ۱۹۴۱ در تهاجم به کرت صورت داد. با گروه‌های ۱ و ۳ همین جناح ماه ژوئن در تهاجم به شوروی شرکت کرد. پس از چندین مأموریت موفقیت‌آمیر روز ۱۸ ژوئیه سال ۱۹۴۱ نشان درجه ۱ صلیب آهنین به او تعلق گرفت. روز ۲۳ سپتامبر در حمله جناح ۲ بمب‌افکن شیرجه‌ای به پایگاه دریایی کرونشتات در دریای بالتیک، رودل در شیرجه ۹۰ درجه‌ای نبردناو مارات شوروی را با یک بمب هزار کیلوگرمی مورد اصابت قرار داد. با انفجار انبار مهمات آن این کشتی جنگی به دو نیم تقسیم و در لنگرگاه خود غرق شد. فشار نیروی گرانش هنگام برخاستن از این شیرجه رودل را بیهوش ساخت و وقتی به هوش آمد هواگردش با فاصله کمی از سطح آب پرواز می‌کرد. رودل تا روز ۲۴ دسامبر مجموعاً ۵۰۰ مأموریت رزمی اجرا کرد و روز ۳۰ دسامبر سال ۱۹۴۱ نشان صلیب آلمانی طلایی را دریافت نمود. برای مدت کوتاهی به آلمان بازگشت تا به تدریس بپردازد. روز ۶ ژانویه سال ۱۹۴۲ نشان صلیب شوالیه صلیب آهنین به جهت غرق کردن نبردناو مارات و موفقیت‌های دیگر، به او اعطا شد.
رودل پس از مراجعت به جبهه شرقی، فرماندهی یک اسکادران در گروه ۳ جناح را که به تازگی به جناح ۲ نبرد تغییر عناون داده بود، عهده‌دار گردید. تابستان سال ۱۹۴۲ به کریمه فرستاده شد. ماه نوامبر مدتی را در بیمارستان بستری بود. سپس در ناحیه استالینگراد به کار گرفته شد. در طول این سال جناح به مدل ارتقا یافته یو ۸۷دی بازتجهیز شد. ماه فوریه سال ۱۹۴۳، پس از ۱۰۰۰ مأموریت رزمی، در توسعه مدل جدید اشتوکا با توپ‌های ۳٫۷ سانتی‌متری نقش داشت. با توجه به منسوخ شدن، مدل جدید بیشتر مناسب نقش هواگرد تهاجمی بود. رودل این مدل جدید تحت عنوان یو ۸۷گه را در عملیات پیاده شدن ارتش سرخ در دریای سیاه مورد آزمایش قرار داد و در جریان آن در عرض سه هفته ۷۰ ناوچه آبی‌خاکی دشمن را غرق کرد. عملیات‌های متعاقب در ماه مارس علیه تانک‌ها نیز موفقیت‌آمیز بود. بدین شکل روز ۱۴ آوریل سال ۱۹۴۳ با درجه سروانی گیره برگ‌های بلوط به صلیب شوالیه او افزوده شد.
در جریان نبردهای بزرگ زرهی در تهاجم در ناحیه کورسک، رودل موفقیت‌های زیادی در انهدام تانک‌های دشمن به دست آورد. روز ۵ ژوئیه سال ۱۹۴۳، روز نخست نبرد، ۱۲ تانک شوروی را منهدم کرد. روز ۱۷ ژوئیه به فرماندهی گروه ۳ جناح ۲ نبرد برگزیده شد. روز ۲۵ نوامبر سال ۱۹۴۳ شمشیرها نیز به صلیب شوالیه او افزون گشت. ماه مارس سال ۱۹۴۴ با بیش از ۱۵۰۰ مأموریت رزمی به درجه سرگردی ترفیع گرفت. روز ۲۰ مارس هنگامی که یکی از هواگردهای هم‌قطارش سرنگون شد رودل پشت خطوط دشمن فرود آمد تا سرنشینان آن را نجات دهد. به هر صورت زمین نرم و مردابی منطقه امکان برخاستن مجدداً را نمی‌داد. پس از منهدم کردن هواگرد خود، در حالی که نیروهای دشمن در تعقیب آن‌ها بودند، به همراه هم‌قطاران خود با شنا کردن از عرض ۵۰۰ متری رودخانه در دمای انجماد دنیستر، به نواحی تحت سلطه آلمانی‌ها بازگشت. با وجود تحمل چنین مشقاتی، استوار اروین هنتشل، تیربارچی دم او که از ماه اکتبر سال ۱۹۴۱ با یکدیگر بودند، در رودخانه غرق و هر دو خلبانی که قصد داشت آن‌ها را نجات دهد، در اثر تیراندازی دشمن کشته و خود او از ناحیه شانه مجروح شد. این یکی از شش موردی بود که رودل دست به چنین کاری برای نجات هم‌رزمان خود می‌زد. پس از بازگشت از این مهلکه، از فردای همان روز به پرواز در ماموریت‌های ضدتانک ادامه داد. رودل روز ۲۹ مارس سال ۱۹۴۴ به جهت عمل متهورانه، به عنوان دهمین فرد مفتخر به دریافت الماس‌های صلیب شوالیه شد.
رودل تابستان سال ۱۹۴۴ به دو هزار سورتی عملیاتی دست یافت و شروع به پرواز با جنگنده چندمنظوره اف‌و ۱۹۰ کرد؛ البته همچنان یو ۸۷گه نیز عمل می‌نمود. روز ۱ اوت به فرماندهی جناح ۲ نبرد منصوب شد. روز ۱ ژانویه سال ۱۹۴۵ برگ‌های طلایی بلوط صلیب شوالیه، به عنوان تنها فرد، به او اعطا گردید و به درجه سرهنگی نائل آمد. روز ۹ فوریه در اثر آتش ضدهوایی دشمن مجروح و پای راستش قطع شد. با این وجود همچنان از اواخر ماه مارس تا انتهای جنگ به پرواز ادامه داد و ۱۳ تانک دیگر را هم منهدم کرد. رودل آخرین سورتی خود را در آخرین روز از جنگ به انجام رساند. فیلدمارشال فردینانت شورنر که برای مدت کوتاهی در اواخر جنگ فرماندهی نیروی زمینی آلمان را بر عهده داشت، دربارهٔ او گفته‌است: «رودل به تنهایی به اندازه یک لشکر کامل می‌ارزد.»
در پایان جنگ رودل روز ۸ مه سال ۱۹۴۵ به اسارت آمریکایی‌ها درآمد. مدتی در آرژانتین اقامت داشت و مشاور خوآن پرون، رئیس‌جمهور این کشور در امور نیروی هوایی بود. زمانی که در آمریکای جنوبی بود سازمانی برای نجات افسران سابق آلمانی تشکیل داد و به افرادی چون یوزف منگله یاری رساند. سپس به آلمان بازگشت. او یکی از اعضای فعال محافل جناح راست افراطی از جمله حزب نئو نازی رایش سوسیالیست بود. سرهنگ هانس-اورلیش رودل در نهایت روز ۱۸ دسامبر سال ۱۹۸۲ درگذشت. دو هواگرد جت بوندس‌ور در ارتفاع پایین بر فراز گور او پرواز کردند درحالیکه عده‌ای در بدرقه‌اش سلام نازی دادند که این مسئله موجب به پا شدن جنجال شد.

## خلاصه خدمت
رودل در طول جنگ ۲۵۳۰ سورتی عملیاتی، تقریباً به تمامه در جبهه شرقی، به انجام رساند که در جریان آن‌ها یک نبردناو، یک ناو، یک ناوشکن و ۷۰ ناوچه آبی‌خاکی را غرق و تعداد زیادی خط‌آهن و پل، چهار قطار زرهی، بیش از ۱۵۰ توپ و ضدهوایی، ۵۱۹ تانک، بیش از ۸۰۰ خودرو از انواع مختلف و ۱۱ هواگرد دشمن را منهدم کرد. او معمولاً چند پرواز رزمی در هر روز داشت. بدین منظور همواره یک هواگرد آماده با مهمات و سوخت بارگیری‌شده در پایگاه آماده بود تا پس از بازگشت با آن مجدداً به پرواز درآید. هواگرد او بیش از ۳۰ بار توسط آتش ضدهوایی دشمن سرنگون و در موارد متعدد دیگری به شدت آسیب دید. در بیشتر موارد هواگرد خود را تا آن سوی خط آلمانی‌ها می‌رساند. در یک مورد توسط هلموت فیکل نجات داده شد. رودل مجموعاً شش مرتبه زخم برداشت که دو مورد از آن‌ها جدی بود. از رودل با لقب «عقاب جبهه شرقی» یاد شده‌است. گفته می‌شود ژوزف استالین، رهبر شوروی یک جایزه ۱۰۰ هزار روبلی برای دستگیر کردن او قرار داده بود.

## عقاید
رودل یک «افسر نازی نوعی» توصیف شده‌است. حتی تا پس از جنگ هیچ تلاشی برای جدا کردن خود از هیتلر و مخفی نگاه داشتن ستایش و تحسین او نمی‌کرد. او ژنرال‌ها را مایه گمراه شدن هیتلر می‌دانست. اقدام برای ترور هیتلر به شکل عیانی توسط او محکوم شد. رودل معتقد بود تهاجم آلمان به شوروی گونه‌ای از جنگ پیشگیرانه بود. او زمستان، اراضی بسیار گسترده و برتری عددی شوروی را عامل شکست آلمان در جنگ با آن می‌دانست.

## تالیفات
- خلبان اشتوکا: کتاب خاطرات رودل که سال ۱۹۵۸ منتشر و تا سال ۱۹۶۶ چهار بار دیگر باز نشر شد. این کتاب به چندین زبان دیگر ترجمه و بیش از یک میلیون رونوشت از آن چاپ شده‌است.[۱۶]

## جوایز
- صلیب آهنین:
  - درجه ۲: ۱۹۳۹
  - درجه ۱: ۱۸ ژوئیه ۱۹۴۱
- صلیب آلمانی طلایی: ۳۰ دسامبر ۱۹۴۱
- صلیب شوالیه صلیب آهنین: ۶ ژانویه ۱۹۴۲
  - برگ‌های بلوط: ۱۴ آوریل ۱۹۴۳
  - شمشیرها: ۲۵ نوامبر ۱۹۴۳
  - الماس‌ها: اکتبر ۲۹ مارس ۱۹۴۴
  - برگ‌های طلایی بلوط: ۱ ژانویه ۱۹۴۵